# 辻野次郎丸
辻野 次郎丸（つじの じろうまる、1937年(昭和12年)6月17日-2020年(令和2年)8月17日）は、日本の工学者である。専門は超音波、強力超音波振動技術。元神奈川大学工学部教授、神奈川大学名誉教授、元株式会社アサヒーイーエムエス取締役会長、株式会社LINK-US取締役会長。
辻野の開発した超音波振動溶接技術は「金属を溶かさず、原子同士が引っ張り合う力で直接異なる金属同士をつなぐ」ことが可能となる。アサヒーイーエムエス社、LINK-US社等と辻野の技術を応用開発し、超音波複合振動接合技術、20 kHz, 27 kHz および 40 kHz の斜めスリット超音波複合振動変換器を用いた溶接チップ先端が円形から楕円で振動する超音波複合振動溶接装置を実用化している。現在も高周波数および大容量の超音波複合振動溶接装置等の研究・開発が行われている。

## 経歴
- 1967年 東京工業大学大学院理工学研究科電気工学専攻博士課程
- 1985年 神奈川大学工学部電気工学科教授
- 1987年 神奈川大学工学研究科教授、電気工学科主任、工学研究科委員長、評議員等を歴任
- 2002年 - 2019：株式会社アサヒ・イー・エム・エス 取締役会長
- 2008年4月 神奈川大学名誉教授
- 2018年1月 株式会社LINK-US 取締役会長

## 研究/受賞
- 超音波複合振動技術
- 複合振動を用いた超音波溶接
- 日本音響学会・功績賞（2016年5月28日）

## 著作・文献
- 『電気、電子大百科事典、第20巻 超音波』（電気書院、1983年）
- 『超精密技術大系、第一巻 基本技術「超音波溶接」』（フジテクノシステム、1995年）
- 『超音波応用加工』（日本塑性加工学会、2004年）
- 『塑性加工便覧』（日本塑性加工学会編、コロナ社、2006年）